# Episodi di Undone (prima stagione)
La prima stagione della serie animata Undone è stata interamente pubblicata su Prime Video il 13 settembre 2019, nei paesi in cui il servizio è disponibile.
| nº | Titolo originale            | Titolo italiano           | Pubblicazione USA | Pubblicazione Italia |
| -- | --------------------------- | ------------------------- | ----------------- | -------------------- |
| 1  | The Crash                   | L'incidente               | 13 settembre 2019 | 13 settembre 2019    |
| 2  | The Hospital                | L'ospedale                | 13 settembre 2019 | 13 settembre 2019    |
| 3  | Handheld Blackjack          | Blackjack portatile       | 13 settembre 2019 | 13 settembre 2019    |
| 4  | Moving The Keys             | Muovere le chiavi         | 13 settembre 2019 | 13 settembre 2019    |
| 5  | Alone In This (You Have Me) | Da sola, hai me           | 13 settembre 2019 | 13 settembre 2019    |
| 6  | Prayers And Visions         | Preghiere e visioni       | 13 settembre 2019 | 13 settembre 2019    |
| 7  | The Wedding                 | Il matrimonio             | 13 settembre 2019 | 13 settembre 2019    |
| 8  | The Halloween Night         | Quella notte di Halloween | 13 settembre 2019 | 13 settembre 2019    |

## L'incidente

### Trama
Troviamo Alma che sta piangendo alla guida della sua auto, quando, dopo aver saltato un semaforo rosso, subisce un incidente quasi fatale. 
Tornati nel passato con un flash back, vediamo Alma riflettere sulla noia e la monotonia della sua vita. Sua sorella, Becca, le annuncia che presto si sposerà col suo fidanzato Reed. Alma inizia quindi a riflettere sulla sua attuale relazione con Sam e se è destinata o meno a essere felice. Alla fine sceglie di rompere con Sam e la domenica successiva litiga con Becca, la quale la sera prima, dopo essersi ubriacata insieme ad Alma, ha tradito il suo futuro marito con un barista. Quindi scopriamo che questo litigio è la causa del pianto di Alma e del conseguente incidente visto ad inizio episodio; ma ora scopriamo anche che Alma, appena prima di avere l'incidente, ha avuto una visione di suo padre, morto oltre 20 anni prima.

## L'ospedale

### Trama
Alma si risveglia in un letto d'ospedale, dopo alcune settimane di coma, e trova nella sua stanza sua madre e sua sorella, ma con sua grande sorpresa ha anche una visione di suo padre Jack accanto al letto, intento a leggere il giornale. Alma scopre di aver subito dei danni cerebrali a causa dell'incidente: non si ricorda di aver rotto con Sam o perché lei e Becca abbiano litigato e, inoltre, si ritrova a rivivere lo stesso momento dopo il suo risveglio, in una sorta di loop temporale. Ciò la sconvolge, ma suo padre cerca di calmarla e le spiega che lei può vedere il tempo in modo non lineare e può anche controllarlo. Quindi le chiede di aiutarlo, attraverso questo potere appena acquisito, a scoprire qualcosa in più sulla sua morte, rivelandole anche che non è morto a causa di un incidente, ma che in realtà è stato ucciso. 
Durante un flash back scopriamo che la sera di Halloween, poco prima di morire, Jack stava accompagnando Alma in giro a fare dolcetto o scherzetto; ma che ad un certo punto ha dovuto abbandonarla sul ciglio della strada per fare qualcosa di urgente.
Alla fine vediamo che Alma riesce a prendere il controllo del loop e decide, dopo essersi risvegliata per l'ennesima volta, di comportarsi in modo cortese con sua mamma e sua sorella.

## Blackjack portatile

### Trama
Dopo essere stata dimessa dall'ospedale, Alma torna a vivere a casa con Sam e torna al lavoro all'asilo, ma inizia ad essere tormentata da episodi di sonnambulismo e da continue visioni che la scollegano dal resto del mondo e rischiano di farle perdere il lavoro. Durante una di queste visioni, suo padre le rivela che quando era in vita aveva iniziato, insieme ad una sua alunna di nome Farnaz, una ricerca sull'entanglement quantistico e sulla possibilità di viaggiare nel tempo e che, forse, per questo qualcuno lo voleva morto. Jacob poi le regala anche un gioco elettronico di blackjack portatile, che potrà aiutarla a tenere sotto controllo le visioni e a rimanere ancorata alla realtà fisica.
Alma inizia a sospettare che suo padre avesse una relazione extraconiugale con la sua studentessa e, indagando più a fondo nel suo passato, scopre attraverso un'altra visione che erano in auto insieme la notte dell'incidente e che entrambi sono rimasti uccisi. La ragazza decide quindi di buttarsi a capofitto nell'indagine dei documenti di suo padre, che erano rimasti nascosti per anni nella soffitta della madre.

## Muovere le chiavi

### Trama
Jacob cerca di testare i progressi di Alma, cercando di farle spostare un mazzo di chiavi con l'uso dei suoi poteri di manipolazione del tempo. Alma dopo alcuni tentativi riesce a portare avanti il tempo, fin quando sua madre entra in casa sua e cerca di recuperare le cose che Alma ha portato via dalla sua soffitta. Poi le consiglia di rivolgersi ad uno psichiatra, visti i suoi comportamenti bizzarri degli ultimi tempi, la ragazza promette alla madre di rivolgersi ad uno psichiatra ma solo se le farà tenere i documenti su cui sta indagando. 
Durante un'uscita al solito pub, Sam scopre che Becca è stata a letto con Tomas, il barista. Lei gli fa promettere di non dirlo né a Reed né a Alma, che pare essersene dimenticata dopo l'incidente, minacciandolo di rivelare alla sorella che prima dell'incidente lei lo aveva lasciato. La sera dopo essere stata dallo psichiatra, Alma riceva la visita della madre che, per ringraziarla di aver ascoltato il suo consiglio, le porta dei biscotti. Camila però, quando la figlia inizia a chiederle se lei e Jacob avessero litigato la sera della sua morte, diventa evasiva e se ne va.
Durante un sogno Jacob mostra a Alma Charlie Vanderhorn, l'uomo che attraverso l'American Freedom Corp. finanziò la sua ricerca. Jacob è convinto che sia proprio Charlie ad averlo ucciso, dato che lui e Farnaz avevano deciso di interrompere la loro collaborazione e di continuare la ricerca senza il suo contributo. Grazie ai consigli del padre Alma inizia a padroneggiare i suoi poteri e riesce a piegare il tempo al suo volere, proprio grazie a queste abilità torna alla sera della cena con Becca e Reed, ricordandosi che quella sera decise di lasciare Sam e di mandarlo via di casa.

## Da sola, hai me

### Trama
Jacob porta Alma indietro nel tempo a quando la loro famiglia è stata in viaggio in Messico. Poi le spiega che sia lei che sua nonna Geraldine che alcuni sciamani e santoni su cui ha fatto degli studi, sono accomunati dal fatto di avere i ventricoli del cervello più grandi della media; così ha sviluppato una teoria secondo cui questa peculiarità è strettamente legata all'abilità di alterare il tempo.
Tornata alla realtà del piano fisico Alma dice a Sam di essersi ricordata della loro rottura e si arrabbia con lui per averle mentito per tutto quel tempo. Il ragazzo, credendo che sia stata Becca a dirglielo, per ripicca le ricorda che sua sorella ha tradito Reed col barista, altro avvenimento che Alma aveva dimenticato dopo l'incidente. Subito dopo aver litigato con Sam però Alma ha una visione di lui da bambino, il giorno in cui insieme ai suoi genitori si trasferì negli Stati Uniti dall'India e dovette dire addio ai suoi amici d'infanzia. Alma si rivede in Sam, quando anche lei dovette dire addio agli amici della scuola per bambini non udenti, dopo l'installazione dell'impianto cocleare che le consentì di tornare a sentire. Poi inizia un viaggio a ritroso nel tempo, rivivendo il primo incontro con Sam e tutti i bei momenti passati insieme. 
Alla fine Alma decide di perdonare Sam e, nonostante Jacob cerchi in tutti i modi di convincerla a non farlo, gli confessa che da quando ha avuto l'incidente riesce a vedere suo padre e che lui le sta insegnando a usare i suoi poteri di alterazione del tempo, lasciando il ragazzo confuso e perplesso.

## Preghiere e visioni

### Trama
Sam, ancora sconvolto per le rivelazioni di Alma, non riesce ad addormentarsi, così decide di indagare sulla morte di Jacob e scopre che l'American Freedon Corporation, l'azienda di Charlie Vanderhorn, è stata assorbita dalla Global Creation Associates, una multinazionale. Insieme poi scoprono anche che la notte di Halloween del 2002, cioè il giorno in cui è morto Jacob, si è verificata un'effrazione nel suo laboratorio. Camila intanto si reca in chiesa dove parla della situazione di Alma con Miguel, il prete che celebrerà le nozze di Becca, che si offre di parlarne con Alma e poi chiede a Camila di accendere il cero nella messa della notte di Pasqua che si terrà quella sera.
Sam e Alma vanno all'università in cui lavorava Jacob, per approfondire le loro investigazioni e scoprono che durante le indagini sull'incidente è stato interrogato anche Darrold, il fidanzato di Farnaz, su cui Alma ha nutrito dei sospetti fin dall'inizio. Così lei e Sam vanno a casa sua per scoprire qualcosa in più, lì vengono a sapere che l'uomo si è rifatto una famiglia e gli dice che la sera dell'incidente lui si trovava fuori città. Più tardi quella sera Alma partecipa alla messa pasquale, a cui Becca non partecipa per andare insieme alla famiglia di Reed alla celebrazione protestante. Terminata la funzione Alma e Camila parlano con Padre Miguel e finiscono per litigare riguardo al fatto che Alma non stia prendendo le pillole prescritte dalla psichiatra. 
Sam e Alma infine scoprono che Charlie ha effettivamente lavorato anche per la Global Creation Associates, ma in realtà il suo cognome non è Vanderhorn, bensì Banderhorn.

## Il matrimonio

### Trama
Alma decide di incontrare Charlie Banderhorn proprio la mattina del giorno del matrimonio di Becca, mentre Sam è costretto ad andare a giocare a golf con Reed e i suoi amici. Alma incontra l'uomo e cerca di scoprire se c'entrasse qualcosa con la morta di Jacob, ma l'uomo le dice risponde di no e le dice anche che in realtà la ricerca sua e di Farnaz non interessava alla sua azienda. Alma se ne va quindi sconsolata e torna da Becca per le foto prima delle nozze, la sorella la rimprovera per il ritardo e Alma esplode in una sfuriata, durante la quale rivela a tutti i presenti che la sorella ha tradito Reed. Sfruttando i suoi poteri, però, riesce a tornare indietro nel tempo e a sistemare le cose. 
Poco prima della celebrazione Camila chiede aiuto a Alma per trovare Becca, che sembra essere sparita. Mentre Alma cerca la sorella, si imbatte in una celebrazione sulle tribù meso-americane e rimane particolarmente affascinata dai balli di alcuni danzatori aztechi. Alla fine Alma trova la sorella e scopre che sta avendo una crisi, dovuta ai sensi di colpa per aver tradito Reed; ma Alma la convince a non dirgli nulla e le consiglia di godersi il matrimonio.
Alma continua a ripensare a quei danzatori e, su consiglio di una delle danzatrici, inizia a ballare senza sosta giorno e notte, in ogni momento libero e proprio mentre sta danzando insieme ai suoi piccoli alunni, ha una visione di lei da piccola e Jacob la sera dell'incidente.

## Quella notte di Halloween

### Trama
L'episodio inizia da dove si era interrotto il precedente, Alma insieme a Jacob torna alla notte della sua morte e insieme scoprono che è stata Camila a fare irruzione nel laboratorio, perché pensava che Jacob avesse portato lì la figlia per eseguire degli esperimenti su di lei. Scopriamo quindi che, dopo aver lasciato la piccola Alma sola in strada, Jacob va al laboratorio e cerca di calmare la moglie. Il Jacob del passato si dimostra totalmente accecato dalla sua ambizione e dalla devozione alla sua ricerca e, dopo un violento litigio, Camila decide di lasciarlo. La stessa Farnaz gli dice che si sono spinti troppo oltre e che ha intenzione di abbandonare la ricerca. Andando avanti Alma scopre che Jacob non è stato ucciso, ma bensì, disperato per aver visto andare in fumo la sua famiglia e la sua ricerca, ha deciso di uscire di strada con l'auto di sua spontanea volontà. Jacob dopo quest'ultima rivelazione cerca di convincere Alma a lasciar perdere, dicendole che non merita la salvezza. La ragazza però resta della sua idea e alla fine insieme riescono a modificare il corso degli eventi e il Jacob del passato decide di non rispondere alla telefonata ricevuta la sera di Halloween e di non abbandonare la piccola Alma. 
Alma torna al presente e si appresta ad andare in Messico, nei pressi di una caverna, convinta che lì si ricongiungerà con suo padre e riuscirà a cambiare le loro storie. Sam e Camila cercano di fermarla, cercando di spiegarle che è malata di schizofrenia e che in realtà non ha nessun potere e le visioni di suo padre sono solo un prodotto della sua malattia mentale. La ragazza però non desiste e guida fino in Messico. Lì viene raggiunta qualche ora dopo da Becca, che la informa di aver confessato il tradimento a Reed e che il loro matrimonio sarà annullato. Le due passano la notte davanti alla cripta, ma alla fine Jacob non si fa vedere e Alma non riesce a rassegnarsi all'idea che tutto ciò che ha vissuto possa essere stato solo nella sua testa. La ragazza si è quasi rassegnata, quando il sole sorge da dietro la grotta e l'episodio si chiude su Alma che rimane scioccata da ciò che si trova di fronte.